# Romsley (Shropshire)
Pour les articles homonymes, voir Romsley.
Romsley est un village et une paroisse civile du Shropshire, en Angleterre. Il est situé dans le sud-est du comté, près de la frontière du Worcestershire et du Staffordshire. Au recensement de 2011, il comptait 114 habitants.